# Eparchia lipiecka
Eparchia lipiecka – jedna z eparchii Rosyjskiego Kościoła Prawosławnego, z siedzibą w Lipiecku. Funkcje jej katedry pełni sobór Narodzenia Pańskiego w Lipiecku, zaś ordynariuszem eparchii jest od 2019 r. metropolita lipiecki i zadoński Arseniusz (Jepifanow).
Eparchia wchodzi w skład metropolii lipieckiej.
Eparchia lipiecka została po raz pierwszy erygowana w 1926. Przetrwała do 1937, gdy po śmierci biskupa lipieckiego Aleksandra, który padł ofiarą wielkiej czystki, została włączona do eparchii woroneskiej. Restytuowana w 2003. W 2013 wydzielono z niej eparchię jelecką.  
Eparchia dzieli się na 9 dekanatów. Na jej terenie działa też 5 monasterów.